# Distretto di Koyulhisar
Il distretto di Koyulhisar (in turco Koyulhisar ilçesi) è uno dei distretti della provincia di Sivas, in Turchia.
| Controllo di autorità | VIAF (EN) 130618564 · LCCN (EN) nr90009550 · J9U (EN, HE) 987007538004505171 |